# 67 Korpus Strzelecki (ZSRR)
67 Korpus Strzelecki (ros. 67-й стрелковый корпус) – korpus piechoty Armii Czerwonej z okresu II wojny światowej.
67 Korpus Strzelecki sformowany został w 1940 roku. W czasie ataku niemieckiego i państw satelickich na Związek Radziecki 67 Korpus Strzelecki wchodził w skład 21 Armii. Po olbrzymich stratach jakich doznał w rejonie Kijowa, został rozwiązany.
Po II sformowaniu w 1943 jego szlak bojowy prowadził z rejonu Szewczenkowo, przez: Ługańsk, Melitopol, Czerniowce, Lwów, Sanok, Krosno, Jasło, Cieszyn, a zakończył w rejonie Kudowy-Zdrój.
W czasie walk na ziemiach polskich 67 Korpus Strzelecki toczył walki z wojskami niemieckimi wchodząc w skład 38 Armii dowodzonej przez gen. płka Miryłła Moskalenkę.

## Dowódcy korpusu
- gen. por. Iwan Szmygo[4].

## Struktura organizacyjna
Skład w czasie walk na ziemiach polskich:
- 121 Dywizja Strzelecka, dowódca: płk M. Docenko,
- 140 Dywizja Strzelecka, dowódca: gen. mjr A. Kisielew
- 241 Dywizja Strzelecka, dowódca: płk T. Andrijenko[3].